# Òxid de bari coure i terra rara
L'òxid de bari coure i terra rara (també conegut amb les seves sigles en anglès Rare-earth barium copper oxide, ReBCO) és una família de compostos químics coneguts per exhibir superconductivitat d'alta temperatura. Estan formats per coure, bari i qualsevol terra rara: essent elements típics l'itri (YBCO), lantani (LBCO), samari, neodimi, i gadolini.
Els superconductors ReBCO tenen el potencial de mantenir camps magnètics més forts que d'altres materials superconductors. Degut a aquest fet i a la seva temperatura crítica superconductora més alta, aquests materials han estat proposats per a futurs reactors de fusió per confinament magnètic, permetent una construcció més compacta i econòmica, així com a imants per a futurs acceleradors de partícules.